# 浅田悠介
浅田 悠介（あさだ ゆうすけ、1990年3月25日 - ）は、日本のマジシャン、恋愛コラムニスト。シェアハウスの経営者。

## 人物・経歴

### マジシャンとして
観客と近距離でコミュニケーションをとりながらマジックを行うクロースアップマジックを専門としている。関西を中心に活動しており、同志社大学4年生のころ、The Japan CUP 2010において、Johnny Wong Future Awardを受賞した。マジシャンの育成にも関心を持ち、2009年にレクチャー用DVDを発売した。

### 恋愛コラムニストとして
「フォローすると恋が叶うオンライン恋愛神社」としてファンを集め、Xで11.2万人、Instagramで3.5万人、TikTokで6.1万人、YouTubeで1.6万人のフォロワー・チャンネル登録者を持つ。催眠心理療法士の資格を活かし、心理学をモチーフにしたコラムを書くことが多い。歌舞伎町文学賞・特別賞を受賞。女性向けWEBメディア『DRESS』にてコラムを連載し、900万PVを記録した。2022年まで、WEBメディア「LOVE MAGIC」を運営していた。

## 主なテレビ・ラジオ出演
- ラジオ関西「ばんばひろふみ！ラジオ・DE・しょー！」（2012年4月6日）
- NHK TV「あほやねん！すきやねん！」（2012年2月14日）
- 朝日放送「おはよう朝日です」（2011年5月）
- 読売テレビ「ピーチ流！」（2010年12月）
- TBS TV「ワンステップ！」（2009年12月）（2010年2月）
- J-COM「八時です！生放送！」（2009年12月）
- ラジオ大阪「増井孝子の元気いっぱいラジオ」（2010年2月）

## 著書・DVD
- DVD『Stella』（フレンチドロップ、2009年9月）
- DVD『Eternal』（フレンチドロップ、2010年12月）
- 書籍『私は愛される実験をはじめた。』（KADOKAWA、2020年）
- 書籍『宇宙が終わるまでに恋したい』（KADOKAWA、2021年）
- 書籍『ラブスペル 恋を叶える魔法のフレーズ111』（マガジンハウス、2022年）